# Blat de formiga
EL blat de formiga (Bromus catharticus) és una espècie de gramínia originària de l'Amèrica del Sud, però ha estat introduïda a moltes regions Es considera com a planta invasora a Catalunya. Altres noms comuns són brom, brom farratger i brom catàrtic.

## Descripció

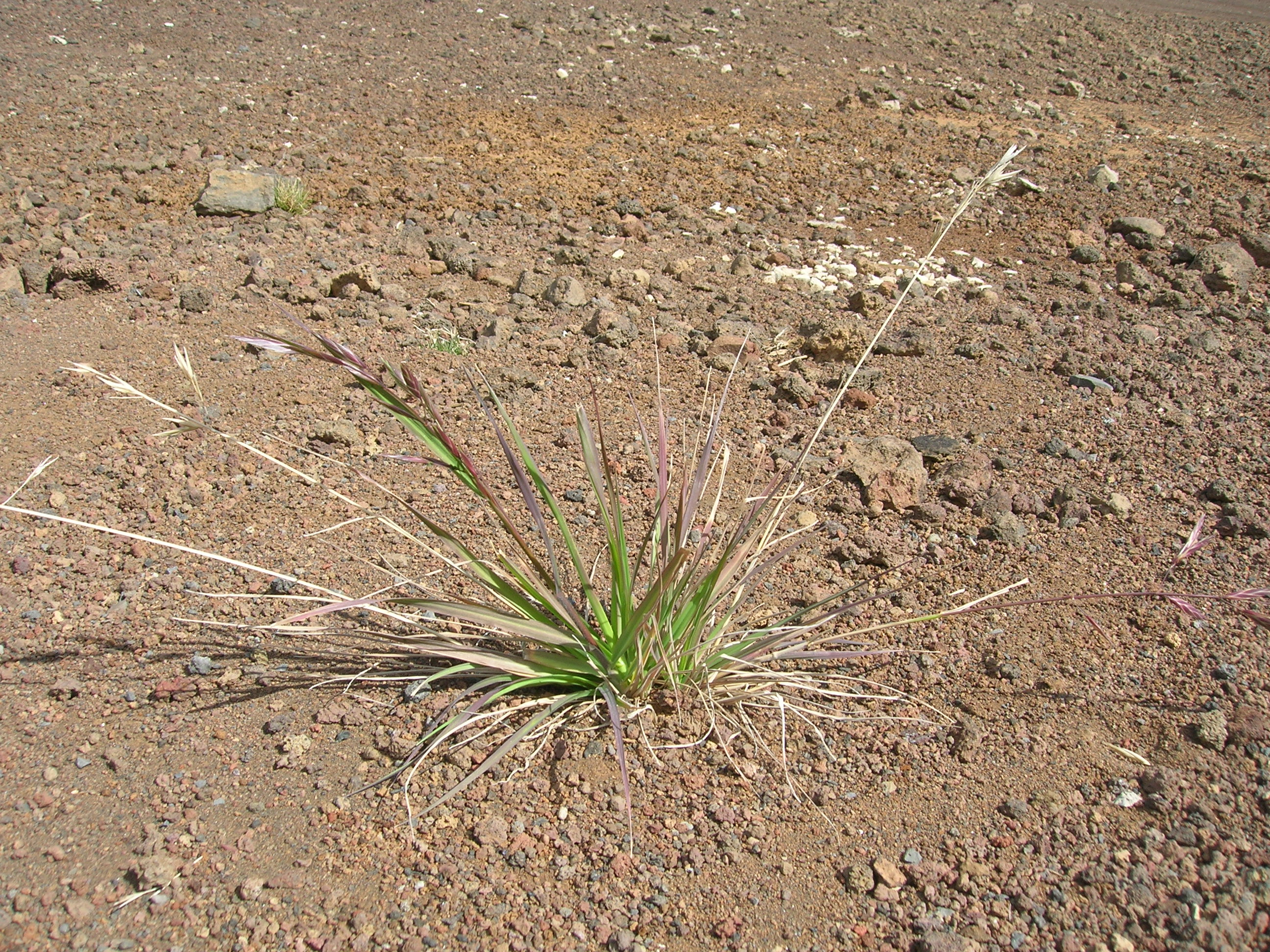
Al seu hàbitat

Té arrels ramificades, gramínia alta i esvelta de fàcil identificació. Es caracteritza per la seva espiga gran, laxa i oberta amb les espiguetes grans (1,5 – 4 cm), comprimides i penjants. Floreix de maig a agost.

## Distribució
És originari dels Andes del Perú. S'ha cultivat com farratge a Amèrica del Sud (Argentina), a Sud-àfrica, a Nova Zelanda, a Austràlia i al sud dels Estats Units. A Catalunya és molt present a la zona costenca i pirinenca, sota els 1600 metres, i als voltants de Lleida.